# Aeroportul Nakashibetsu
Aeroportul Nakashibetsu (IATA: SHB, ICAO: RJCN) este un aeroport din Nakashibetsu⁠(d), Shibetsu district⁠(d), Nemuro Subprefecture⁠(d), Prefectura Hokkaidō, Japonia ce deservește zona Nakashibetsu⁠(d). Aeroportul a fost tranzitat în decembrie 2020 de 5.504 pasageri. A fost numit după zona deservită.
Situat la o altitudine de 65 m, aeroportul dispune de o singură pistă.